# Морска мина
Морската мина представлява експлозивен боеприпас, който е скрито поставен във водата и предназначен за поразяване на подводници, кораби и други плавателни съдове на противника, както и за затруднение на неговото мореплаване. За разлика от дълбочинната бомба, мината се оставя в изчакване на детонация, предизвикана от приближаващ се плавателен съд или пряк контакт с него. Морските мини могат да се използват нападателно за възпрепятстване на мореплавателните действия около пристанища или отбранително за защита на приятелски плавателни съдове и създаване на зони за безопасност.

## Описание
Морските мини могат да бъдат полагани по различни начини: от специално предназначени минни заградители, подводници, самолети или дори на ръка, когато се поставят в пристанище. Много варианти са евтини, макар някои по-сложни мини да могат да струват милиони. Могат да бъдат снабдени с различни видове сензори, както и да доставят бойната глава чрез ракета или торпедо.
Гъвкавостта им и ефективността на разходите им ги прави примамливи за по-слабата страна в една асиметрична война. Цената за производство и полагане на мина обикновено представлява от 0,5% до 10% от цената на премахването ѝ, а изчистването на минно поле може да бъде до 200 пъти по-дълъг процес, отколкото полагането на полето. Части от минни полета в морето от времето на Втората световна война съществуват и до днес, тъй като са твърде големи и скъпи за почистване. Възможно е част от тези мини от 1940-те години да останат опасни за много години напред.
Мините са използват като нападателни или отбранителни оръжия в реки, езера, естуари, морета и океани, но могат да се използват и като инструмент на психологическа война. Офанзивните мини се поставят във вражески води, около пристанища и по дължината на важни плавателни пътища с целта на потапят както търговски, така и военни съдове. Отбранителните минни полета могат да предпазват ключови участъци от бреговата линия от вражески кораби и подводници, като ги принуждават да се насочат към по-лесно отбраними зони или ги държат далеч от важните такива.
Минните участъци, проектирани за психологически ефект, обикновено се полагат върху търговски пътища и се използват за спиране на доставките към вражеската страна. Често се разстилат със значително разстояние помежду им, за да се придаде впечатление, че обхващат големи райони. Една мина, поставена стратегически на път за доставки, може да спре корабоплаването за дни, докато целият район е претърсен.
Международното право изисква от страните да обявяват кога минират даден район, за да може гражданското корабоплаване да го избягва. Предупрежденията не е нужно да са конкретни. Например, през Втората световна война Великобритания обявява просто, че е минирала Ла Манша, Северно море и френското крайбрежие.

## История

### Ранна употреба
Предците на морските мини са изобретени от хански китайци в имперски Китай и са описани детайлно от артилерийски офицер от династията Мин през 14 век. Китайските записи разказват за военноморски експлозиви от 16 век, които биват използвани срещу японските пирати. Този тип морски мини са били товарени в дървена кутия, запечатана с маджун. Генерал Ци Цзигуан съставя няколко плаващи експлозива с часовников механизъм, за да тормози японските пиратски кораби. Трактат на Сун Инсин от 1637 г. описва морски мини със задействаща връв, която се издърпва от хора, чакащи в засада на близкия бряг. Този тип мини използват колесен запалващ механизъм.
Първият проект за морска мина на запад е направен от Ралф Рабардс, който го представя на английската кралица Елизабет I през 1574 г. Нидерландският изобретател Корнелиус Дребел е нает от Чарлз I, за да създава оръжия, включително „плаващи бомби“, които се оказват провал. Оръжия от този тип са били изпробвани от англичаните при Обсадата на Ла Рошел през 1627 г.
Американецът Дейвид Бушнел разработва първата американска морска мина за използване срещу британците в Американската война за независимост. Тя представлява водонепроницаемо буре, напълнено с барут, което бива насочвано към врага и детонирано чрез механизъм с искра при удар в плавателен съд. Такива мини са пускани по течението на река Делауеър.

### 19 век
През 1812 г. руският инженер Павел Шилинг взривява подводна мина, използвайки електрическа верига. През 1854 г. по време на неуспешния опит на англо-френския флот да превземе крепостта Кронщат британските параходи „Merlin“, „Vulture“ и „Firefly“ понасят тежки щети, вследствие на подводни взривове от руски морски мини. Руските военноморски специалисти полагат над 1500 морски мини, проектирани от Мориц фон Якоби и Иманюел Нобел, във Финския залив по време на Кримската война. Ударът по „Vulcan“ води до първата миночистачна операция в света. През следващите три дни са изчистени 33 мини.
Мината на Якоби е проектирана през 1853 г. Тя се завързва за морското дъно чрез котва. Проводник я свързва с галваничен елемент, който я захранва от брега, а мощта на експлозивния заряд се равнява на 14 kg барут. През лятото на същата година производството на мината е одобрено от Министерството на войната на Руската империя. През 1854 г. 60 мини на Якоби са положени в покрайнините на крепостите Павел и Александър, за да възпрат нападение на британския флот. Тази мина постепенно изважда от употреба прекия ѝ конкурент, мината на Нобел, с настояването на адмирал Фьодор Литке. Мините на Нобел навлизат чрез руския командир на военноморските сили Александър Меншиков. Въпреки високата им цена, мините на Нобел се оказват с дефекти, взривяват се по време на полагане, не се взривяват, когато трябва, или се откъсват от жиците си и плават неконтролируемо, като поне 70 от тях впоследствие биват обезвредени от британците. През 1855 г. още 301 мини на Якоби са положени около Кронщат и Лиси Нос, а британските кораби не дръзват да ги приближат.
По време на Американската гражданска война също успешно са използвани морски мини. През 1862 г. в река Язу е потопен първия кораб с мина – USS „Cairo“. След 1865 г. САЩ приемат морската мина като основно оръжие за брегова охрана. През следващото десетилетие майор Хенри Абот провежда ред опити за проектиране и тестване на мини, които да се взривяват при контакт или при преминаването на кораб близо до тях.
Императорският флот на Русия, пионер в минната война, успешно полага мини срещу Османския флот както в Кримската война, така и в Руско-турската война от 1877 – 1878 г.
През Френско-китайската война китайските сили в Тайван вземат мерки да защитят района на Тайпе от французите като полагат девет торпедни мини и блокират подхода към града.

### Началото на 20 век
По време на Боксерското въстание имперските китайски сили разгръщат минно поле в устието на река Хайхе, за да попречат на западните сили от Алианса на осемте държави да изпратят кораби за нападение.
Следващата по-широка употреба на морските мини е в Руско-японската война. Две мини се взривяват, когато руският броненосец „Петропавловск“ ги удря близо до Порт Артур, което изпраща кораба на дъното и погубва адмирал Степан Макаров и по-голямата част от екипажа му. Щетите от морски мини обаче не са ограничени само за руснаците. Японският императорски флот губи два броненосни кораба, четири крайцера, два разрушителя и торпедна лодка в резултат на офанзивно положени мини по време на войната. В един от най-известните случаи, на 15 май 1904 г. руският минен заградител „Амур“ полага поле от 50 мини близо до Порт Артур и потапя японските броненосци „Хацусе“ и „Яшима“. След края на Руско-японската война няколко държави правят опити да наложат забрана върху мините като средство за водене на война в хода на Хагските конвенции.
Много от ранните морски мини са крехки и опасни за боравене, тъй като съдържат стъклени съдове пълни с нитроглицерин или механични устройства, които активират взривното устройство при допир. Няколко минни заградителя са разрушени, когато товарът им се взривява.
В началото на 20 век подводните морски мини играят голям роля при защитата на американските портове срещу вражески нападения. Използвани са контролирани мини, закотвени за дъното и детониращи се от големи каземати на брега.
През Първата световна война мините са широко използвани за охрана на брега, доставки, пристанища и военноморски бази. Немците полагат мини по коридорите за корабоплаване, за да потапят търговски и военноморски съдове, обслужващи Великобритания. С цел на запечатат северните подходи на Северно море, американците полагат голямо минно поле източно от Оркни до Норвегия. В период от пет месеца след юни 1918 г. близо 70 000 мини са положени в северните подходи на Северно море. Общият брой на положените мини около Великобритания е оценен на около 190 000, като общият брой използвани морски мини през войната е оценен на 235 000 бройки. Изчистването на северните подходи след войната е проведено от 82 кораба в продължение на пет месеца, които работят безспирно. През Първата световна война морската мина потопява най-голямата си жертва – болничния кораб „Британик“, който е систършип на „Титаник“.

### Втора световна война
През Втората световна война флота от немските U-boot, който доминира през по-голямата част от Битката за Атлантика, е все още малък в началото на войната и голяма част от действията на немците включват минирането на пътищата на конвоите и пристанищата на Великобритания.
Първоначално се прилагат контактни мини (те се нуждаят от физически удар на кораб по тях, за да се детонират), обикновено закрепени за края на проводник малко под повърхността на водата. Контактните мини обикновено пробиват дупка в корпуса на кораба. Към началото на войната повечето държави са разработили мини, които могат да се пускат от самолети и да плават на повърхността, което позволява да се полагат във вражеските пристанища. Използването на мрежи е ефективен метод срещу този тип мини, но това отнема ценно време и ресурси и принуждава затварянето на пристанището.
По-късно някои кораби започват да успяват да оцеляват след удар в мина и, макар и с тежки повреди, се прибират в пристанищата си. Това се дължи на нов вид мина, засичаща корабите по близостта им до мината и детонираща се на разстояние от тях, което причинява щети чрез ударна вълна. Загубите на доставките обаче растат по-бързо, отколкото могат да бъдат компенсирани, и Уинстън Чърчил нарежда вземането на една такава цяла мина да има най-висок приоритет.
Британците изкарват късмет през ноември 1939 г., когато немска мина е пусната от самолет в плитките води край Шубъринес по време на отлив. Освен това земята принадлежи на военните и има база с хора и работилници наблизо. Изпратени са експерти, които да изучат мината. Те вече предполагат, че мината би използвала магнитни сензори, така че всички премахват всякакъв метал от себе си и правят инструменти от немагнетичен месинг. Мината бива разглобена, а учените откриват нов вид задействащ механизъм. Голям феритен обект, преминаващ през магнитното поле на Земята би концентрирал полето през себе си; детекторът на мината е проектират да се задейства, когато покрай него мине кораб, чието магнитно поле се концентрира спрямо мината. Механизмът имат регулируема чувствителност, калибрирана в гаусове. Впоследствие се оказва, че немският механизъм е много чувствителен, което прави миночистенето по-лесно.
Така са разработени методи за миночистене. Ранните методи включват използването на големи електромагнити, влачени след кораби или под нисколетящи самолети (използват се ред стари бомбардировачи като Vickers Wellington). Тези методи имат недостатъка, че могат да изчистят само малка ивица. По-късно е открито по-добро решение, при което се използват електрически кабели, влачени зад кораби и излъчващи големи токови импулси през морската вода. Това съответно индуцира голямо магнитно поле и изчиства целия район между два кораба. Старите методи обаче продължават да се използват за по-малки райони. Суецкият канал е чистен от самолети. Японските методи за миночистене обаче изостават и не успяват да се справят с новите американски мини, като едва 15% от мините в японските крайбрежни води биват изчистени. Освен това миночистачните сили на Императорския флот по това време са твърде малки, с 350 кораба и 20 000 души.
И докато тези методи се оказват полезни за чистенето на мини от домашни пристанища, те са почти безполезни във вражески води. Последните често се посещават от бойни кораби и голяма част от корабите се налага да претърпят процес на размагнитване, при който концентрационният ефект е компенсиран почти до нула.
Първоначално големите бойни кораби са снабдени с медена размагнитваща намотка около корпуса си, която се захранва от електрическата система на кораба, когато има съмнения за магнитни мини в околните води. Едни от първите кораби с този уред са самолетоносача HMS „Ark Royal“ и лайнерите RMS „Queen Mary“ и RMS „Queen Elizabeth“.
Това обаче се е считало за непрактично за хилядите по-малки кораби, най-вече защото тези кораби нямат нужната електрическа мощност, за да захранват такава намотка. Установено е, че триенето на токов кабел нагоре-надолу по корпуса на кораб временно анулира магнитния отпечатък на кораба, достатъчно за да се избегне минна заплаха. Към 1940 г. търговските кораби и по-малките британски бойни кораби са като цяло имунизирани в продължение на няколко месеца, докато натрупат ново поле. Много от кораби, пристигнали в Дюнкерк преминават през маратонни четиридневни усилия за размагнитване в специално създадени за целта станции.
Съюзниците прилагат акустични мини, срещу които дори кораби с дървен корпус (в частност миночистачи) остават уязвими. Япония разработват звукови генератори за да изчистват този тип мини, но апаратурата така и не е готова до края на войната. Основният метод, използван от японците, е употребата на малки въздушни бомби. Това се оказва неефективно срещу акустичните мини, особено при Пенанг, където се използват 200 бомби за неутрализирането на едва 13 мини.
Немците също имат разработена мина, задействана чрез налягане, и планират да я разгърнат, но я запазват за по-късно, когато вече става ясно, че британците са победили магнитната система. Американците също използват такива, добавяйки броячен механизъм, позволяващ на голям брой кораби да преминат невредими, преди мината да се детонира. Това ги прави много трудни за изчистване. Японските остарели методи за миночистене, изваждането на мините с мрежи, изведнъж се оказват полезни срещу този тип мини. Все пак, те остава твърде бавни и опасни, за да са наистина ефективни, особено при голям брой положени мини.
Кампаниите за миниране могат да имат тежки последствия. Американските усилия срещу Япония например затварят големи пристанища като Хирошима в продължение на дни и към края на Тихоокеанската война са намалили преминаването на товари между Кобе и Йокохама с 90%. 
Когато войната привършва, над 25 000 американски мини все още са в морето, а военноморските сили се оказват неспособни да изчистят всички от тях и усилията са съсредоточени в критичните зони. След миночистене в продължение на почти година, през май 1946 г. военноморските сили се оттеглят от начинанието с останали 13 000 непочистени мини. През следващите 30 години над 500 миночистача са повредени или потопени, докато ги разчистват.

### Студена война
След Втората световна война мини повреждат 14 военноморски кораба на САЩ, докато въздушни и ракетни удари повреждат само 4. По време на Корейската война мини, положени от севернокорейски сили, причиняват 70% от щетите по американските военноморски съдове, причинявайки 4 потъвания.
По време на Ирано-иракската война от 1980 до 1988 г. участниците минират няколко зони в Персийския залив и съседните води. На 24 юли 1987 г. супертанкерът SS „Bridgeton“ е ударен от иранска мина близо до остров Фарси. на 14 април 1988 г. USS „Samuel B. Roberts“ е ударен от иранска мина M-08 в централната част на Персийския залив, като в инцидента са ранени 10 моряци.
През лятото на 1984 г. магнитни морски мини повреждат поне 19 кораба в Червено море. САЩ заключват, че най-вероятно Либия е отговорна за минирането. В отговор, САЩ, Великобритания, Франция и още три държави започват миночистачна операция в Червено море, включваща 46 кораба.
По нареждане на Роналд Рейгън, ЦРУ минира пристанището Пуерто Сандино в Никарагуа през 1984 г. в подкрепа на противопартизанската групировка в страната (Контрас). Съветски танкер е сред повредените кораби от мините. През 1986 г. в дело на Международния съд на ООН е отсъдено, че това миниране е в нарушение на международния закон.
По време на Войната в Персийския залив, иракски морски мини сериозно повреждат USS „Princeton“ и USS „Tripoli“. След края на войната осем държави провеждат миночистачни операции.

## Миниране
Исторически се използват няколко метода за полагане на мини. През Първата и Втората световни войни немците използват подводници за поставяне на мини около Великобритания. През Втората световна война самолетите стават за предпочитане при полагане на мини, като в един от най-известните случаи японските морски пътища биват минирани от въздуха.
Създаването на минно поле е относително бърз процес със специализирани кораби, което днес все още е най-често срещаният метод. Минните заградители могат да носят няколкохиляди мини и да маневрират с прецизност. Мините се изпускат на предварително определени интервали във водата зад кораба. Всяка мина се записва за по-нататъшно изчистване, но понякога въпросните записи биват изгубвани заедно с корабите. Много държави изискват минните операции да се планират на сушата, така че мините да могат по-лесно да бъдат изчистени по-късно.